# Municipio de Cleveland (condado de Brule)
El municipio de Cleveland (en inglés: Cleveland Township) es un municipio ubicado en el condado de Brule en el estado estadounidense de Dakota del Sur. En el año 2010 tenía una población de 91 habitantes y una densidad poblacional de 0,95 personas por km².

## Geografía
El municipio de Cleveland se encuentra ubicado en las coordenadas 43°48′59″N 99°5′23″O / 43.81639, -99.08972. Según la Oficina del Censo de los Estados Unidos, el municipio tiene una superficie total de 95.61 km², de la cual 95,51 km² corresponden a tierra firme y (0,11 %) 0,1 km² es agua.

## Demografía
Según el censo de 2010, había 91 personas residiendo en el municipio de Cleveland. La densidad de población era de 0,95 hab./km². De los 91 habitantes, el municipio de Cleveland estaba compuesto por el 91,21 % blancos, el 2,2 % eran amerindios, el 1,1 % eran de otras razas y el 5,49 % eran de una mezcla de razas. Del total de la población el 3,3 % eran hispanos o latinos de cualquier raza.